# Kawanishi E7K
Kawanishi E7K (amerykańskie oznaczenie kodowe – Alf) – japoński wodnosamolot zwiadowczy z okresu międzywojennego i II wojny światowej. 

## Historia
W 1932 roku dowództwo lotnictwa japońskiej marynarki wojennej ogłosiło wymagania 7-shi wodnosamolotu zwiadowczego, na podstawie których projekty opracowała wytwórnia Aichi (oznaczony jako AB-6) i wytwórnia Kawanishi (oznaczony jako Model J). Prototyp wodnosamolotu wytwórni Kawanishi został oblatany w dniu 6 lutego 1933 roku i okazał się lepszy od wodnosamolotu AB-6.
W 1933 roku na zamówienie dowództwa lotnictwa marynarki wojennej rozpoczęto produkcję seryjną wodnosamolotu, który otrzymał oznaczenie E7K. Był on napędzany silnikiem rzędowym, chłodzonym cieczą Hiro Type 91. Po wyprodukowaniu 183 samolotów do produkcji seryjnej wprowadzono nową jego wersję oznaczoną jako E7K2. W nowej wersji zastosowano silnik gwiazdowy o większej mocy, co poprawiło osiągi samolotu. Także zmieniły się niektóre wymiary. 
Produkcja seryjna samolotu E7K trwała do 1941 roku i łącznie zbudowano 530 wodnosamolotów. Wodnosamoloty były budowane w zakładach Kawanishi Kokuki K. K. w Naruo (183 w wersji E7K1 i 347 w wersji E7K2) oraz w zakładach Nippon Hikoki K. K. w Tomioka (57 samolotów obu wersji).

## Użycie w lotnictwie
Wodnosamolot E7K w 1934 roku został wprowadzony do jednostek lotnictwa japońskiej marynarki wojennej i w krótkim czasie stał się podstawowym samolotem zwiadowczym ciężkich okrętów, stosowany także z jednostek bazowych. Znalazł się m.in. na wyposażeniu krążowników typów Takao i Myoko. Samoloty cechowały się łatwym pilotażem i odporna konstrukcją. Na jednym z E7K1 porucznik Nikitta dokonał przelotu bez lądowania z Yokosuki do Bangkoku. Samoloty zostały użyte bojowo podczas wojny z Chinami.
W 1941 roku zaczęto zastępować wodnosamoloty E7K nowymi samolotami Aichi E13A i zostały one wówczas w większości skierowane do jednostek szkolnych i treningowych. Mimo to, część brała udział w II wojnie światowej, na uzbrojeniu niektórych okrętów lub jednostek obrony wybrzeża. Ostatnie samoloty wycofano z jednostek liniowych w 1943 roku. W 1945 roku użyto tych samolotów w jednostkach kamikaze, do lotów samobójczych.

## Opis konstrukcji
Wodnosamolot Kawanishi E7K był dwupłatem o konstrukcji całkowicie metalowej z pokryciem płóciennym. Załoga trzyosobowa - pilot, obserwator i radiooperator/strzelec, w odkrytych kabinach umieszczonych jedna za drugą. Podwozie pływakowe - dwa metalowe jednoredanowe pływaki.
Napęd samolotu stanowiły w pierwszej wersji silnik rzędowy chłodzony cieczą, a w drugiej silnik gwiazdowy chłodzony powietrzem.
Uzbrojenie samolotu stanowiły 3 karabiny maszynowe, jeden stały i dwa ruchome. Samolot też mógł również przenosić po 2 bomby lotnicze o wadze 60 kg każda lub 4 bomby 30 kg.